# Associazione Calcio Riunite Messina 1965-1966
Questa pagina raccoglie i dati riguardanti l'Associazione Calcio Riunite Messina nelle competizioni ufficiali della stagione 1965-1965.

## Stagione
Nella stagione 1965-1966 il Messina ha disputato il quindicesimo campionato di Serie B della sua storia, con 38 punti ha ottenuto la settima posizione di classifica. Il torneo è stato vinto dal Venezia con 49 punti, davanti al Lecco con 48 punti ed al Mantova con 46 punti, tutte e tre promosse in Serie A, sono retrocesse in Serie C la Pro Patria, il Monza ed il Trani.
La squadra giallorossa affidata all'allenatore Antonio Colomban ha disputato un discreto campionato cadetto, anche se con uno dei peggiori attacchi del torneo, con 27 reti all'attivo, solo l'Alessandria con 26 reti ha fatto peggio dei peloritani, ma con una super difesa che ha subito solo 29 reti in 38 partite, hanno fatto meglio dei giallorossi le promosse Lecco e Mantova. Miglior marcatore stagionale Alfiero Caposciutti, attaccante toscano arrivato dalla Sambenedettese, con 9 reti. In Coppa Italia subito eliminata al primo turno, per mano del Catanzaro. Dal 23 al 30 gennaio 1966 si è disputata la 1ª Coppa del Sud, un quadrangolare siculo-calabro vinto dal Messina, con la partecipazione di Catanzaro, Reggina, Messina e Palermo.

## Rosa
| N. |                   | Ruolo | Calciatore          |
| -- | ----------------- | ----- | ------------------- |
|    | Italia (bandiera) | D     | Agostino Amante     |
|    | Italia (bandiera) | D     | Giancarlo Bagnasco  |
|    | Italia (bandiera) | P     | Piero Baroncini     |
|    | Italia (bandiera) | C     | Fernando Benatti    |
|    | Italia (bandiera) | C     | Franco Benfatto     |
|    | Italia (bandiera) | A     | Alfiero Caposciutti |
|    | Italia (bandiera) | C     | Nunzio Cavazza      |
|    | Italia (bandiera) | D     | Gianfranco Clerici  |
|    | Italia (bandiera) | C     | Roberto Derlin      |
|    | Italia (bandiera) | A     | Eugenio Fascetti    |
|    | Italia (bandiera) | D     | Saverio Ferrara     |
|    | Italia (bandiera) | A     | Giovanni Fumagalli  |

| N. |                   | Ruolo | Calciatore           |
| -- | ----------------- | ----- | -------------------- |
|    | Italia (bandiera) | D     | Gianfranco Garbuglia |
|    | Italia (bandiera) | D     | Antonio Ghelfi       |
|    | Italia (bandiera) | C     | Giacomo La Rosa      |
|    | Italia (bandiera) | C     | Franco Landri        |
|    | Italia (bandiera) | A     | Livio Luppi          |
|    | Italia (bandiera) | A     | Paolo Morelli        |
|    | Italia (bandiera) | C     | Mario Pesce          |
|    | Italia (bandiera) | A     | Bruno Piccioni       |
|    | Italia (bandiera) | A     | Marcello Rigo        |
|    | Italia (bandiera) | P     | Mario Rossi          |
|    | Italia (bandiera) | A     | Angelo Seghezza      |
|    | Italia (bandiera) | D     | Angelo Stucchi       |

## Risultati

### Serie B

#### Girone di andata
| Arbitro: | Vacchini (Milano) |

|            |           |                 |
| Gavazzi 1’ | Marcatori | 56’ Caposciutti |

| Arbitro: | Vitullo (Roma) |

|           |           |  |
| Cella 65’ | Marcatori |  |

| Arbitro: | Camozzi (Porto d'Ascoli) |

|           |           |  |
| Luppi 63’ | Marcatori |  |

| Messina 26 settembre 1965 4ª giornata | Messina          | 0 – 0 | Trani | Stadio Giovanni Celeste\| Arbitro: \| Piantoni (Terni) \| |
| Arbitro:                              | Piantoni (Terni) |       |       |                                                           |

| Arbitro: | Di Tonno (Lecce) |

|             |           |                                  |
| Merighi 67’ | Marcatori | 12’, 29’ Caposciutti 46’ Morelli |

| Pisa 10 ottobre 1965 6ª giornata | Pisa                        | 0 – 0 | Messina | Stadio Arena Garibaldi\| Arbitro: \| Barolo (Bassano del Grappa) \| |
| Arbitro:                         | Barolo (Bassano del Grappa) |       |         |                                                                     |

| Arbitro: | Pieroni (Roma) |

|             |           |            |
| Morelli 24’ | Marcatori | 76’ Florio |

| Arbitro: | Carminati (Milano) |

|            |           |                 |
| Crippa 17’ | Marcatori | 71’ Caposciutti |

| Arbitro: | Motta (Monza) |

|                 |           |            |
| Caposciutti 33’ | Marcatori | 61’ Caocci |

| Messina 7 novembre 1965 10ª giornata | Messina                | 0 – 0 | Verona | Stadio Giovanni Celeste\| Arbitro: \| Ales. Canova (Bologna) \| |
| Arbitro:                             | Ales. Canova (Bologna) |       |        |                                                                 |

| Arbitro: | Angonese (Mestre) |

|         |           |                 |
| Cei 24’ | Marcatori | 44’ Caposciutti |

| Arbitro: | Gussoni (Tradate) |

|            |           |  |
| Oldani 34’ | Marcatori |  |

| Messina 28 novembre 1965 13ª giornata | Messina        | 0 – 0 | Mantova | Stadio Giovanni Celeste\| Arbitro: \| Righi (Milano) \| |
| Arbitro:                              | Righi (Milano) |       |         |                                                         |

| Arbitro: | De Marchi (Pordenone) |

|                            |           |  |
| Morelli 6’ Caposciutti 92’ | Marcatori |  |

| Arbitro: | Carminati (Milano) |

|                      |           |                        |
| Dori 13’ Mazzola 89’ | Marcatori | 84’ (rig.) Caposciutti |

| Arbitro: | Acernese (Roma) |

|                      |           |              |
| Marchioro 16’ (rig.) | Marcatori | 44’ Fascetti |

| Arbitro: | Cimma (Biella) |

|            |           |  |
| Derlin 59’ | Marcatori |  |

| Arbitro: | Camozzi (Porto d'Ascoli) |

|            |           |              |
| Duvina 23’ | Marcatori | 44’ Piccioni |

| Messina 16 gennaio 1966 19ª giornata | Messina           | 0 – 0 | Genoa | Stadio Giovanni Celeste\| Arbitro: \| Righetti (Torino) \| |
| Arbitro:                             | Righetti (Torino) |       |       |                                                            |

#### Girone di ritorno
| Arbitro: | Piantoni (Terni) |

|             |           |               |
| Cavazza 75’ | Marcatori | 52’ Perucconi |

| Arbitro: | Bigi (Padova) |

|             |           |  |
| Cavazza 60’ | Marcatori |  |

| Arbitro: | Cimma (Biella) |

|  |           |            |
|  | Marcatori | 1’ Morelli |

| Arbitro: | Schinetti (Brescia) |

|                       |           |             |
| Piaceri 18’, 75’, 80’ | Marcatori | 90’ Morelli |

| Messina 6 marzo 1966 24ª giornata | Messina         | 0 – 0 | Modena | Stadio Giovanni Celeste\| Arbitro: \| Nencioni (Roma) \| |
| Arbitro:                          | Nencioni (Roma) |       |        |                                                          |

| Messina 20 marzo 1966 25ª giornata | Messina           | 0 – 0 | Pisa | Stadio Giovanni Celeste\| Arbitro: \| Orlando (Bergamo) \| |
| Arbitro:                           | Orlando (Bergamo) |       |      |                                                            |

| Arbitro: | Roversi (Bologna) |

|               |           |             |
| Santonico 32’ | Marcatori | 52’ Cavazza |

| Messina 3 aprile 1966 27ª giornata | Messina           | 0 – 0 | Palermo | Stadio Giovanni Celeste\| Arbitro: \| Gussoni (Tradate) \| |
| Arbitro:                           | Gussoni (Tradate) |       |         |                                                            |

| Arbitro: | Marchiori (Padova) |

|              |           |  |
| Coramini 14’ | Marcatori |  |

| Arbitro: | Piantoni (Terni) |

|                   |           |  |
| Joan 58’ Sega 86’ | Marcatori |  |

| Messina 24 aprile 1966 30ª giornata | Messina                     | 0 – 0 | Novara | Stadio Giovanni Celeste\| Arbitro: \| Barolo (Bassano del Grappa) \| |
| Arbitro:                            | Barolo (Bassano del Grappa) |       |        |                                                                      |

| Arbitro: | Frullini (Firenze) |

|             |           |  |
| Morelli 90’ | Marcatori |  |

| Arbitro: | Marchiori |

|                             |           |  |
| Trombini 35’ Di Giacomo 48’ | Marcatori |  |

| Lecco 15 maggio 1966 33ª giornata | Lecco          | 0 – 0 | Messina | Stadio Mario Rigamonti\| Arbitro: \| Nobilia (Roma) \| |
| Arbitro:                          | Nobilia (Roma) |       |         |                                                        |

| Arbitro: | Marengo (Chiavari) |

|                                          |           |  |
| Seghezza 19’ La Rosa 30’ Caposciutti 34’ | Marcatori |  |

| Arbitro: | Vacchini (Milano) |

|                      |           |  |
| Lorenzini 29’ (aut.) | Marcatori |  |

| Arbitro: | Torelli (Milano) |

|                                       |           |              |
| Carminati 41’ Goffi 69’, 70’ Pace 73’ | Marcatori | 88’ Fascetti |

| Messina 12 giugno 1966 37ª giornata | Messina        | 0 – 0 | Pro Patria | Stadio Giovanni Celeste\| Arbitro: \| Vitullo (Roma) \| |
| Arbitro:                            | Vitullo (Roma) |       |            |                                                         |

| Arbitro: | Nencioni (Roma) |

|                                     |           |              |
| Bicicli 3’ Brambilla 7’ Campora 30’ | Marcatori | 81’ Seghezza |

### Coppa Italia
| Arbitro: | Di Tonno (Lecce) |

|             |           |  |
| Bui 9’, 65’ | Marcatori |  |

## Statistiche

### Statistiche di squadra
| Competizione | Punti | In casa | In casa | In casa | In casa | In casa | In casa | In trasferta | In trasferta | In trasferta | In trasferta | In trasferta | In trasferta | Totale | Totale | Totale | Totale | Totale | Totale | DR |
| Competizione | Punti | G       | V       | N       | P       | Gf      | Gs      | G            | V            | N            | P            | Gf           | Gs           | G      | V      | N      | P      | Gf     | Gs     | DR |
| ------------ | ----- | ------- | ------- | ------- | ------- | ------- | ------- | ------------ | ------------ | ------------ | ------------ | ------------ | ------------ | ------ | ------ | ------ | ------ | ------ | ------ | -- |
| Serie B      | 38    | 19      | 7       | 12      | 0       | 13      | 3       | 19           | 2            | 8            | 9            | 14           | 26           | 38     | 9      | 20     | 9      | 27     | 29     | -2 |
| Coppa Italia |       | -       | -       | -       | -       | -       | -       | 1            | 0            | 0            | 1            | 0            | 2            | 1      | 0      | 0      | 1      | 0      | 2      | -2 |
| Totale       |       | 19      | 7       | 12      | 0       | 13      | 3       | 20           | 2            | 8            | 10           | 14           | 28           | 39     | 9      | 20     | 10     | 27     | 31     | -4 |

### Statistiche dei giocatori
| Giocatore      | Serie B  | Serie B | Coppa Italia | Coppa Italia | Totale   | Totale |
| Giocatore      | Presenze | Reti    | Presenze     | Reti         | Presenze | Reti   |
| -------------- | -------- | ------- | ------------ | ------------ | -------- | ------ |
| A. Amante      | -        | -       | 1            | 0            | 1        | 0      |
| G. Bagnasco    | 29       | 0       | 1            | 0            | 30       | 0      |
| P. Baroncini   | 31       | -23     | -            | -            | 31       | -23    |
| F. Benatti     | 21       | 0       | 1            | 0            | 22       | 0      |
| F. Benfatto    | 4        | 0       | 1            | 0            | 5        | 0      |
| A. Caposciutti | 25       | 9       | 1            | 0            | 26       | 9      |
| N. Cavazza     | 19       | 3       | 1            | 0            | 20       | 3      |
| G. Clerici     | 27       | 0       | -            | -            | 27       | 0      |
| R. Derlin      | 31       | 1       | -            | -            | 31       | 1      |
| E. Fascetti    | 21       | 2       | -            | -            | 21       | 2      |
| A. Ferrara     | -        | -       | 1            | 0            | 1        | 0      |
| G. Fumagalli   | 19       | 0       | 1            | 0            | 20       | 0      |
| G. Garbuglia   | 18       | 0       | -            | -            | 18       | 0      |
| A. Ghelfi      | 33       | 0       | -            | -            | 33       | 0      |
| G. La Rosa     | 7        | 1       | -            | -            | 7        | 1      |
| F. Landri      | 7        | 0       | -            | -            | 7        | 0      |
| L. Luppi       | 2        | 1       | -            | -            | 2        | 1      |
| P. Morelli     | 33       | 6       | 1            | 0            | 34       | 6      |
| M. Pesce       | 32       | 0       | 1            | 0            | 33       | 0      |
| B. Piccioni    | 30       | 1       | 1            | 0            | 31       | 1      |
| M. Rigo        | 1        | 0       | -            | -            | 1        | 0      |
| M. Rossi       | 9        | -6      | 1            | -2           | 10       | -8     |
| A. Seghezza    | 11       | 2       | -            | -            | 11       | 2      |
| A. Stucchi     | 10       | 0       | -            | -            | 10       | 0      |